# Мала хидроелектрана Света Петка
Мала хидроелектрана „Света Петка“ први је објекат те врсте подигнут у Сићевачкој клисури на реци Нишави, код села Острвица 1908. године,  у тадашњој Краљевини Србији. Имајући у виду да се хидроцентрале граде на местима где постоји довољно текуће воде у смислу количине и висинске разлике, 1899. године одређено је место хидроцентрале на реци Нишави, код манастира Свете Петке, на којој је саграђена хидроелектрана по пројекту машинског инжењер Аћима Стевовића. Он је пројектовао брану, канал за довод воде и машинску зграду хидроелектране, док је испоручилац опреме  Siemens-Schuckert Werke из Немачке пројектовао хидроелектрично постројење. 
У раду је од 1908. године, и до данас непрекидно ради без озбиљнијих ремонт од почетка производње. Тако дуг радни век доживеле је захваљујући радницима који су је редовно одржавали више од 100 година.

## Положај
Географски положај
Хидроелектрана „Света Петка“ лоцирана је на излазу из Градиштанског кањона Сићевачке клисуре,  17 km дугачка и 35—400 m дубока, у источном делу невелике Островичке котлине, која се налази на дну плиоценског језера одакле је почело кањонско усецање Нишаве у језерски под, и формирање Градиштанског кањона а потом и остатка Сићевачке клисуре као пробојница реке Нишаве која са истока према западу тече између јужних падина Сврљишких планина (Плеш и Пернатица) и северних крајева Суве планине (Облик).
Композитна Островичка котлина предиспонирана је главним нишавским раседом дуж којег су стваране и потолине Нишка, Островичка и Белопаланачка котлина. Тим раседним линијама и зонама заправо је одређен правац усецања, најпре језерским отоком, касније, наслеђеном долином Нишаве.
Географски положај
- Северна гографска ширина: 40° 35′ 28"
- Источна географска дужина: 22° 01′ 05"
- Надморска висина: 260 m

Микролокација
Лоцирана на излазу из Градиштанског кањона, њена инфраструктура се налази на левој обали реке Нишаве, стотинак метара јужно од међународног магистралног пута и железничке пруге, Ниш—Софија—Истанбул, 22 кm од Ниша и 12 кm од Нишке Бање. На том месту међународна железничка пруга са десне обале Нишаве прелази на леву и након проласка кроз четири тунела напушта Сићевачку клисуру. Такође, уз десну обалу Нишаве почев од хидроелектране и манастира Света Петка Иварица, у Градиштанском кањону, узводно према Црвеној Реци, просечен је, и једним делом изграђен кроз 13 тунела, укупне дужине 1.045 m, међународни пут, Е-80, Ниш—Софија—Истанбул.

## Услови који су владали у нишком крају пред изградњу хидроцентрале
Једна од главних карактеристика почетака историје нововековне српске државе након њеног ослобашања од Османлијског царства, јесте, не само да се победи (вековна) заосталост, изазвана познатим историјским околностима, већ и намера да се у тој борби Србија што је могуће ближе „примакне“ развијеним земљама. Електрификација земље је била од посебне важности. У склопу тих тежњи настало је десет малих хидроелектрана Електропривреде Србије које су, свака за себе, прави мали музеји. 
| „ | Посматране у светлу историје техничког развоја земље, те хидроелектране представљају почетак модерног доба у Србији. Поготову оних првих пет, најстаријих: „Под градом“, „Вучје“, „Света Петка“, „Гамзиград“ и „Моравица“. Ретко се која земља може похвалити хидроелектранама које производе електричну енергију више од сто година! А Електропривреда Србије их има пет – ове стогодишњакиње и даље неуморно кроте водотокове. | ” |

Прва јавна електрана у Србији је термоелектрана на дунавској падини дорћолског кварта која је пуштена у рад 6. октобра 1893. године. У њој су се налазиле три хоризонталне парне машине које су окретале девет динамо-електричних машина које су производиле 443 kW снаге једносмерне струје. Изградњи ове термоелектране претходила је борба срких стручњака за прихватање електричног начина осветљења над гасним, које  је заговарао део београдске (научне и остале) јавности у другој половини осамдесетих година 19. века.
Хидроенергија, као примарна енергија, вековима се користила за добијање механичке, а дуже од сто година и електричне енергије. Еминентни српски стручњак Ђорђе Станојевић успео је да из другог покушаја уведе Србију у Теслин век електрике.
| „ | Наиме, 1900. године почиње да ради хидроелектрана „Под градом” у Ужицу на Ђетињи, прва електрана у Србији по Теслиним принципима наизменичних струја, четири године након почетка рада хидроелектране на Нијагари. Краљевина Србија, једна од најмањих европских држава 19. века, захваљујући свом географском положају имала је све услове да настави са даљом изградњом хидроцентрала. Налазила се у средишту Балканског полуострва, ширила се од река Саве и Дунава на југ, између реке Дрине на западу и Тимока на истоку; средиште земље чинио је слив Велике Мораве. | ” |

Нишке власти након све веће експанзије грда и његове индустрије брзо су схватиле да је неопходно да у гард уведу електрику. О томе се писало најпре у београдским новинама крајем 19. века, а онда и у нишким новинама Трговински гласник, у коме 1895. године пише да ће и 
| „ | ...друга престоница српског краља, Ниш, добити електрично осветљење и да се на једној недавној седници повела о томе реч и одмах су одређена лица која ће наћи стручне и солидне фирме за овај циљ. | ” |

Овај први покушај, с краја 19. века је пропао (као и неки други), можда зато што су средства за ову намену долазила више из приватних и месних, него из државних извора. Имајући у виду да се хидроцентрале граде на местима где постоји довољно текуће воде у смислу количине и висинске разлике, 1899. године  је чак одређено место хидроцентрале на реци Нишави, у Сићевачкој клисури код манастира Свете Петке. У својој књизи Ђ. Станојевић је записао:
После Мораве, на ред би дошла Нишава, која се врло згодно  може употребити у Сићевачкој клисури, код манастира Свете Петке и ту добијена струја спровести у Ниш.
Како је овај пројекат требало је да финансира нишка општина, било је потребно око десет година да се та идеја и  реализује. Као разлози споре реализације могу се, поред финансијских, навести проблеми са локалним становништвом око концесије за коришћење воде, али и смена династија и промена власти 1903. године.

## Историја
И тако после десетак година „мудровања” све је почело првих година 20. века када је машински инжењер из Ниша Аћим Стевовић по одлуци града Ниша и државе Србије, најпре био ангажован на утврђивању  основних параметар будуће хидроелектране — локације на којој ће бити изграђена, а потом, и на пројектовању бране, канала и машинске зграде. 
Како се тада говорило, „Офертилна лицитација“ расписана је пред крај 1905. године 21 у циљу набавке и монтирања одговарајуће опреме, с  роком подношења понуда од месец дана. Лицитација је одржана 28. јануара 1906. године. Како је фирма Siemens-Schuckert Werke (Немачка) дала најбољу понуду, њој су поверени сви електромашински радови након што је Општина града Ниша са овом фирмом марта 1906. године потписали уговор о изради и монтажи две Францисове турбине, од по 300 КС (или 220 kW) са ручном и аутоматском регулацијом, и могућношћу уградње треће истих карактеристика. Уговор је садржао и:
| „ | ...одредбе о постављању генератора снаге 250 kW за производњу трофазне струје учесталости 50 Hz, изградњу далековода дужине 25 км, пројектовању и подизању високонапонске мреже са трафостаницама, нисконапонске мреже према урбанистичком плану града Ниша са 3000 сијаличних места, као и постављању телеграфског вода од хидроцентрале до зграде Општине у Нишу. За нисконапонску мрежу тражено је да напон не буде виши од 150 волти. | ” |

Грађевински радови на брани окончани су 1907. године, а пррвих дана јануара исте године почели су радови на монтажи електромашинске опреме. Монтирање два турбинска агрегата (агрегат чине турбина и генератор) трајало је око три и по месеца.
Истовремено, са градњом централе на дрвеним стубовима развучени су бакарни проводници далековода напона 8 kW, а на бетонским постољима постављено је 10 трафо-станица са трансформаторима снаге 50 kV, тако да су планирани радови на електрификацији града Ниша били завршени до краја августа 1908. године. У граду Нишу су биле постављене уличне светиљке уобичајеног изгледа за оно време - са кривим носачима, сенилом и уграђеним сијалицама. Сијалице снаге од 100 и 150 W налазиле су се на свим трафо-станицама, трговима и раскрсницама. У центру града на сваком нисконапонском стубу била је уграђена светиљка, а у осталим градским улицама сијалице су биле постављене на сваком другом стубу.
Хидроцентрала „Света Петка“, која је од мештана названа „Вила на Нишави“, пуштена је у пробни рад 21. септембра 1908. године уз присуство највиших државних и црквених власти на челу са принцом престолонаследником Ђорђем Карађорђевићем који је на тим поводом одржаној свечаности пустио у рад ценралу. 
Била је то прва државна електрана која је осветљавала Ниш, трећа по реду, али највећа у тадашњој Краљевини Србији која је електричном расветом снабдевала  Ниш који је добио нови изглед, а његови становници започели су нови начин живота. Занимљиво је да град тада још није имао решено питање водовода и канализације!

### Догађаји након пуштања централе у рад
У моменту пуштања електрична струја из ове хидроелектране напајала је 3.000 сијалица. Три године касније струја је почела да се користи и у нишкој индустрији. На градску електричну мрежу најпре је прикључена Предионица памука Нишке штедионице, потом Аутоматски млин Окружне банке, па Железничка радионица, Пиварско друштво „Нишавац“. Тек много година касније нишлије су почеле да, поред осветљења, користе електрику и за ретке електричне апарате, који су представљали статусни симбол оног времена.
Трећи агрегат који је планиран при уговарању претходних радова, пуштен је у рад 1927. године, заједно са низводно изграђеном другом хидроелектраном „Сићево“ у Сићевачкој клисури.
Из архивских докумената о раду хидроцентрале може се закључити да је нишка општина продајом електричне енергије подмиривала више од 50%, а понекад и до 80% свог буџета.  
У Првом светском рату ни централа, ни мрежа нису претрпеле већа оштећења. По завршетку рата, Ниш је на основу ратне одштете добио потребан материјал и опрему за обнову града. Од тога су реконструисани далековод од ХЕ „Света Петка“ до Ниша и целокупна високонапонска мрежа, а дрвени стубови замењени су челичним. Поред тога, било је могућности за проширење централе „Света Петка“.
Монтажу трећег агрегата урадила је „Фабрика машина и ливница Пејић-Стефановић и комп.“ почетком 1927. године. Овим проширењем инсталисана снага хидроцентрале „Света Петка“ достигла је капацитет од 750 kW, колико износи и данас.

## Грађевинско-техничке карактеристике централе
| Тип бране                 | Бетонски праг у реци |
| Висина                    | 4 метра |
| Укупна снага турбина      | 3 турбине од 220 kW — укупно 660 kW - Две Францис турбине – произвођач „M. Voith Heidenheim“ - 1908 - Једна Пелтон турбина - „произвођач M. Voith Heidenheim“ - 1931                                  |
| Генератори                | 3 генератора наизменичне трофазне струје од 200 kW — укупне снаге 600 kW - Два генератор -произвођача „Siemens-Schuckert Werke“ Wien -1908 - Један генератор - произвођач „Siemens-Schuckert“ - 1927. |
| Инсталисани проток        | 10,5 метара кубних по секунди |
| Могућа годишња производња | 3,10 GWh |

## Извори
1. ↑  Како функционише „Теслина” хидроелектрана код Ниша (Б92, 23. 11. 2017)
2. ↑  Цурић, З. и Цурић, Б. (1999) Школски географски лексикон, Хрватско географско друштво, Загреб
3. ↑  Simonović, Dragoljub; Ćirić, Jovan (1995). Enciklopedija Niša: Priroda, prostor, stanovništvo. Ǵradina.
4. ↑  Šuput M, Srpska arhitektura u doba turske vlasti 1459 — 1690, Beograd 1984, 35.
5. ↑  И сину виђело из ријеке, Београд, Eлектропривреда Србије, 2011, (Београд: Aкадемија), стр. 6-7
6. ↑  С. Рославцев, Тесла, додири са Србијом, Београд, Електропривреда, 2006, (Библиотека ЕПС-а Документи, Eдиција Великани eлектропривредe; 2), стр. 18
7. ↑  С. Рославцев,  Вила са Нишаве: Хидроцентрала “Света Петка“ код Ниша, Београд, Електропривреда Србије, 2008, (Библиотека ЕПС-а Документи, Едиција Старе хидроелектране; 1), стр. 17
8. ↑  Ђ. Станојевић,  Eлектрична индустрија у Србији, репринт издања из 1901, ЕПС, ЈП, „Eлектродистрибуција Ужице“, Ужице, 2000.
9. ↑  С. Рославцев, Вила са Нишаве: Хидроцентрала “Света Петка“ код Ниша, Београд, Електропривреда Србије, 2008, (Библиотека ЕПС-а Документи, Едиција Старе хидроелектране; 1).
10. ↑  С. Рославцев, Вила са Нишаве: Хидроцентрала “Света Петка“ код Ниша, Београд, Електропривреда Србије, 2008, (Библиотека ЕПС-а Документи, Едиција Старе хидроелектране; 1), стр. 20.
11. ↑  Објављено у тексту:  Препород са Нишаве, Србија – Национална ревија
12. ↑  Stevović, S. (2005). Značaj i namena malih hidroelektrana i malih akumulacija. Vodoprivreda, 37 (4-6), 299-304
13. ↑  Небојша Станковић У камену вода, из воде светлост ЈП „Електродистрибуција Лесковац”, Лесковац (2003)
14. ↑  Хидроцентрала „Света Петка“ (Ниш) - 1908-2008 Електрификација - Историја - Ниша.